# Перепись населения Канады (2016)
Перепись населения Канады 2016 года (англ. Canada 2016 Census) — перепись населения Канады, прошедшая 10 мая 2016 года. По данным переписи 2016 года численность населения Канады составила 35 151 728 человек, что на 5% больше, чем в 2011 году когда численность населения достигла 33 476 688 человек.
Общее количество канадцев, участвовавших в переписи, было 98,4%, из-за чего перепись считается лучшей из когда-либо зарегистрированных, со времен переписи 1666 года в Новой Франции. Следующую перепись провели в 2021 году.

## Планирование
Консультации с пользователями данных переписи и заинтересованными сторонами завершились в ноябре 2012 года. Качественное тестирование контента, которое включало в себя получение отзывов об анкете и тестировании ответов на её вопросы, было запланировано на осень 2013 года, а более масштабное тестирование состоялось в мае 2014 года. Статистическая служба Канады планировала представить свои рекомендации по содержанию переписи на рассмотрение парламента Канады в декабре 2014 года для последующего окончательного утверждения Кабинетом министров Канады.
5 ноября 2015 года, во время первого заседания Либерального собрания после формирования правительства большинства, партия объявила, что она восстановит обязательную перепись населения в расширенной форме, начиная с 2016 года. К началу января 2016 года Статистическая служба Канады объявила о необходимости участия 35 000 человек в этом опросе, который начнётся в мае.

## Критика
Канадцы с небинарной гендерной идентичностью  выразили обеспокоенность тем, что выбор между «мужчиной» и «женщиной» в вопросе «Пол» не оставил им никаких действительных вариантов. В ответ на это Статистическая служба Канады заявила, что «Респонденты, которые не могут выбрать одну категорию... могут оставить вопрос пустым и указать в разделе комментариев в конце анкеты причину (причины), по которой они решили оставить этот вопрос без ответа». Позже Статистическая служба заявила, что «намерена проанализировать эти комментарии, но из-за технических трудностей анализа текста в свободной форме этот анализ не будет опубликован в тот же график, что и бинарные гендерные данные».

## Данные
По данным переписи населения 2016 года, территориями Канады с самым наибольшим и наименьшим населением были Онтарио (13 448 494 чел.) и Юкон (35 874 чел.) соответственно.
В процентном соотношении женщин было больше — 50,9%, а мужчин — 49,1%. Средний возраст населения составлял 41 год (40,1 лет — мужчины; 41,9 год — женщины).

### Итоговые результаты
|    | Провинции и территории Канады | Население, чел. 2016 | Население, чел. 2011 | Изменение   | Процент  |
| -- | ----------------------------- | -------------------- | -------------------- | ----------- | -------- |
| 1  | Онтарио                       | 13 448 494           | 12 851 821           | 596 673 ▲   | 4,6 % ▲  |
| 2  | Квебек                        | 8 164 361            | 7 903 001            | 261 360 ▲   | 3,3 % ▲  |
| 3  | Британская Колумбия           | 4 648 055            | 4 400 057            | 247 998 ▲   | 5,6 % ▲  |
| 4  | Альберта                      | 4 067 175            | 3 645 257            | 421 918 ▲   | 11,6 % ▲ |
| 5  | Манитоба                      | 1 278 365            | 1 208 268            | 70 097 ▲    | 5,8 % ▲  |
| 6  | Саскачеван                    | 1 098 352            | 1 053 960            | 44 392 ▲    | 4,2 % ▲  |
| 7  | Новая Шотландия               | 923 598              | 921 727              | 1 871 ▲     | 0,2 % ▲  |
| 8  | Нью-Брансуик                  | 747 101              | 751 171              | -4 070▼     | -0,5 % ▼ |
| 9  | Ньюфаундленд и Лабрадор       | 519 716              | 514 536              | 5 180▲      | 1,0 %▲   |
| 10 | Остров Принца Эдуарда         | 142 907              | 140 204              | 2 703 ▲     | 1,9 % ▲  |
| 11 | Северо-Западные территории    | 41 786               | 41 462               | 324 ▲       | 0,8 % ▲  |
| 12 | Нунавут                       | 35 944               | 31 906               | 4 038 ▲     | 12,7 % ▲ |
| 13 | Юкон (территория)             | 35 874               | 33 897               | 1 977 ▲     | 5,8 % ▲  |
|    | Канада                        | 35 151 728           | 33 476 688           | 1 675 040 ▲ | 5,0 % ▲  |